# Desinência
Desinência é um morfema, elemento final, elemento morfológico, sufixo gramatical ou simplesmente terminação que indica a flexão de uma palavra (em gênero, número, modo, tempo etc.). Nas relações de concordância nominal ou concordância verbal, a desinência é essencial.

## Classificação
As desinências podem ser classificadas em dois (2) tipos: nominal e verbal.

### Desinência nominal
Indica o gênero e o número nos nomes (exemplo: substantivo, adjetivo etc.). Geralmente, as desinências são o e a, para indicar gênero (existem casos especiais como com avô e avó, bom e boa,) e s, ou sua ausência, para indicar o número.

#### Exemplos
1. Menina → Menin + a
  1. Menin, radical;
  2. a, desinência de gênero fem.
2. Meninas → menin + a + s
  1. Menin, radical;
  2. a, desinência de gênero fem.;
  3. s, desinência de número.

### Desinência verbal
Indica a pessoa, o número, o modo e o tempo nos verbos.
Desinência número-pessoalindica o número e a pessoa.
Desinência modo-temporalindica o modo e o tempo.

#### Exemplos
1. Abraçaríamos → Abraç + a + r + ía + mos
  1. Abraç, radical;
  2. a, vogal temática;
  3. r, desinência de infinitivo;
  4. ía, desinência modo-temporal;
  5. mos, desinência número-pessoal.